# Andréas Anargírou
Andréas Anargírou ou Andréas Hadjianargírou (grec moderne : Ανδρέας Αναργύρου ou Ανδρέας Χατζηαναργύρου) né en 1781 sur Spetses et mort le 25 janvier 1867 était un homme politique grec qui participa à la guerre d'indépendance grecque.
Issu de la famille spetsiote Anargírou (ou Hadjianargírou), il participa aux opérations navales durant la guerre d'indépendance grecque.
Il fut membre de l'Assemblée nationale d'Épidaure en 1822, de celle d'Argos en 1823, puis de la Troisième Assemblée nationale grecque en 1826-1827 (dans sa phase Épidaure).
Il participa au Comité ministériel pour la Marine de l'Exécutif grec de 1822. Il fut ensuite membre de la Commission exécutive grecque de 1826.
Il fut membre du Sénat créé par la constitution de 1844.

## Sources
- (el) Parlement grec, Μητρώο Πληρεξουσίων, Γερουσαστών και Βουλευτών. 1822-1935, Athènes, Parlement grec,‎ 1986, 159 p. (lire en ligne) [PDF]